# Інтервали між простими числами
Інтервали між простими числами — це різниці між двома послідовними простими числами. n-й інтервал, що позначається {\displaystyle g_{n}}, — це різниця між (n + 1)-м і n-м простими числами, тобто
{\displaystyle g_{n}=p_{n+1}-p_{n}.}
Ми маємо: {\displaystyle g_{1}=1,g_{2}=g_{3}=2,g_{4}=4}. Послідовність {\displaystyle g_{n}} інтервалів між простими числами добре вивчена. Іноді розглядають функцію {\displaystyle g(p_{n})} замість {\displaystyle g_{n}}.
Перші 30 інтервалів між простими числами такі:
1, 2, 2, 4, 2, 4, 2, 4, 6, 2, 6, 4, 2, 4, 6, 6, 2, 6, 4, 2, 6, 4, 6, 8, 4, 2, 4, 2, 4, 14 (послідовність A001223 з Онлайн енциклопедії послідовностей цілих чисел, OEIS).

## Прості зауваження
Для будь-якого простого числа P, символом P# ми будемо позначати прайморіал P, тобто добуток всіх простих чисел, що не перевершують P. Якщо Q — це просте число, наступне після P, то послідовність
{\displaystyle P\#+2,P\#+3,\dots ,P\#+(Q-1)}
є послідовністю з {\displaystyle Q-2} послідовних складених чисел, тому існують інтервали між простими числами довжиною не менше, ніж {\displaystyle Q-1}. Отже, існують як завгодно великі інтервали між простими числами, і для будь-якого простого P існує n таке, що {\displaystyle g_{n}\geqslant P} (Очевидно, що для цього ми можемо вибрати n таким, що {\displaystyle p_{n}} буде найбільшим простим числом, що не перевершує {\displaystyle P\#+2}.). Інший спосіб побачити, що існують як завгодно великі інтервали між простими числами, використовує той факт, що множина простих чисел має нульову щільність, відповідно до теореми про розподіл простих чисел.
Насправді, інтервал між простими величини P може зустрітися між простими, набагато меншими, ніж P#. Наприклад, найперша послідовність з 71 послідовних складеного числа знаходиться між 31398 і 31468, тоді як 71# є 27-значним числом.
Уже середнє значення інтервалів між простими зростає як натуральний логарифм n.
З іншого боку, гіпотеза про простих близнюків стверджує, що {\displaystyle g_{n}=2} для нескінченно багатьох n.
Інтервали між простими можуть бути оцінені зверху і знизу за допомогою функції Якобсталя (послідовність A048670 з Онлайн енциклопедії послідовностей цілих чисел, OEIS).

## Чисельні результати
На вересень 2017 року найбільший відомий інтервал між числами, визначеними як ймовірно прості, має довжину 6 582 144, з 216841-значними ймовірно простими знайшов Martin Raab. Найбільший відомий інтервал між простими числами — це інтервал довжини 1113106, з 18662-значними простими знайдений P. Cami, M. Jansen and J. K. Andersen.
Відношення M=gn/ln(pn) показує, у скільки разів даний інтервал gn відрізняється від середнього інтервалу між простими поблизу простого числа pn. На 2017 рік найбільше відоме значення M=41,93878373 виявлено для інтервалу довжиною 8350 після 87-значного простого числа 293703234068022590158723766104419463425709075574811762098588798217895728858676728143227. Цей рекорд знайдено в процесі розподілених обчислень Gapcoin.
Відношення S=gn/ln2pn (відношення Крамера — Шенкса — Гренвілла) вивчають у зв'язку з гіпотезою Крамера, яка стверджує, що {\displaystyle g_{n}=O(\ln ^{2}p_{n})}. Якщо не розглядати аномально високі значення S, що спостерігаються для {\displaystyle p_{n}=2,3,7,} то найбільше відоме значення S = 0,9206386 виявлено для інтервалу довжиною 1132 після 16-значного простого числа 1693182318746371. Цей рекорд знайшов у 1999 році Bertil Nyman (послідовність A111943 з Онлайн енциклопедії послідовностей цілих чисел, OEIS містить це і всі попередні прості числа {\displaystyle p_{n}\geq 23}, що відповідають рекордним значенням S).
Будемо говорити, що {\displaystyle g_{n}} є максимальним інтервалом, якщо для всіх {\displaystyle k<n} буде {\displaystyle g_{k}<g_{n}}. Між першими {\displaystyle n} простими числами спостерігається приблизно {\displaystyle 2\ln n} максимальних інтервалів; див. також послідовність A005250 з Онлайн енциклопедії послідовностей цілих чисел, OEIS.
| #  | gn  | pn        |
| -- | --- | --------- |
| 1  | 1   | 2         |
| 2  | 2   | 3         |
| 3  | 4   | 7         |
| 4  | 6   | 23        |
| 5  | 8   | 89        |
| 6  | 14  | 113       |
| 7  | 18  | 523       |
| 8  | 20  | 887       |
| 9  | 22  | 1129      |
| 10 | 34  | 1327      |
| 11 | 36  | 9551      |
| 12 | 44  | 15683     |
| 13 | 52  | 19609     |
| 14 | 72  | 31397     |
| 15 | 86  | 155921    |
| 16 | 96  | 360653    |
| 17 | 112 | 370261    |
| 18 | 114 | 492113    |
| 19 | 118 | 1349533   |
| 20 | 132 | 1357201   |
| 21 | 148 | 2010733   |
| 22 | 154 | 4652353   |
| 23 | 180 | 17051707  |
| 24 | 210 | 20831323  |
| 25 | 220 | 47326693  |
| 26 | 222 | 122164747 |
| 27 | 234 | 189695659 |
| 28 | 248 | 191912783 |
| 29 | 250 | 387096133 |
| 30 | 282 | 436273009 |

| #  | gn  | pn              |
| -- | --- | --------------- |
| 31 | 288 | 1294268491      |
| 32 | 292 | 1453168141      |
| 33 | 320 | 2300942549      |
| 34 | 336 | 3842610773      |
| 35 | 354 | 4302407359      |
| 36 | 382 | 10726904659     |
| 37 | 384 | 20678048297     |
| 38 | 394 | 22367084959     |
| 39 | 456 | 25056082087     |
| 40 | 464 | 42652618343     |
| 41 | 468 | 127976334671    |
| 42 | 474 | 182226896239    |
| 43 | 486 | 241160624143    |
| 44 | 490 | 297501075799    |
| 45 | 500 | 303371455241    |
| 46 | 514 | 304599508537    |
| 47 | 516 | 416608695821    |
| 48 | 532 | 461690510011    |
| 49 | 534 | 614487453523    |
| 50 | 540 | 738832927927    |
| 51 | 582 | 1346294310749   |
| 52 | 588 | 1408695493609   |
| 53 | 602 | 1968188556461   |
| 54 | 652 | 2614941710599   |
| 55 | 674 | 7177162611713   |
| 56 | 716 | 13829048559701  |
| 57 | 766 | 19581334192423  |
| 58 | 778 | 42842283925351  |
| 59 | 804 | 90874329411493  |
| 60 | 806 | 171231342420521 |

| #  | gn   | pn                   |
| -- | ---- | -------------------- |
| 61 | 906  | 218209405436543      |
| 62 | 916  | 1189459969825483     |
| 63 | 924  | 1686994940955803     |
| 64 | 1132 | 1693182318746371     |
| 65 | 1184 | 43841547845541059    |
| 66 | 1198 | 55350776431903243    |
| 67 | 1220 | 80873624627234849    |
| 68 | 1224 | 203986478517455989   |
| 69 | 1248 | 218034721194214273   |
| 70 | 1272 | 305405826521087869   |
| 71 | 1328 | 352521223451364323   |
| 72 | 1356 | 401429925999153707   |
| 73 | 1370 | 418032645936712127   |
| 74 | 1442 | 804212830686677669   |
| 75 | 1476 | 1425172824437699411  |
| 76 | 1488 | 5733241593241196731  |
| 77 | 1510 | 6787988999657777797  |
| 78 | 1526 | 15570628755536096243 |
| 79 | 1530 | 17678654157568189057 |
| 80 | 1550 | 18361375334787046697 |
| 81 |      |                      |
| 82 |      |                      |
| 83 |      |                      |
| 84 |      |                      |
| 85 |      |                      |
| 86 |      |                      |
| 87 |      |                      |
| 88 |      |                      |
| 89 |      |                      |
| 90 |      |                      |

## Найбільші інтервали перших десяти тисяч
Вже у другій тисячі є інтервал, довжиною 34 числа, в якому немає простих чисел — (1327—1361). Причому, цей інтервал утримує свій рекорд довжини до десятої тисячі. Лише в дев'ятій тисячі є другий інтервал такої ж довжини — (8467-8501), а в десятій — довший інтервал (36 чисел) — (9551-9587), який і є найдовшим інтервалом перших десяти тисяч. Є також інтервал довжиною 32 числа — (5591-5623).

## Подальші результати

### Верхні оцінки
Постулат Бертрана стверджує, що для будь-якого k завжди існує хоча б одне просте число між k і 2 k, тому, зокрема, {\displaystyle p_{n+1}<2p_{n}}, звідки {\displaystyle g_{n}<p_{n}}.
Теорема про розподіл простих чисел говорить, що «середня довжина» інтервалів між простим p і наступним простим числом має порядок {\displaystyle \ln p}. Фактична довжина інтервалів може бути більшою або меншою від цього значення. Однак, з теореми про розподіл простих чисел можна вивести верхню оцінку для довжини інтервалів простих чисел: для будь-якого {\displaystyle \varepsilon >0} існує таке N, що для всіх {\displaystyle n>N} буде {\displaystyle g_{n}<\varepsilon p_{n}}.
Хохайзель першим показав що існує таке постійне {\displaystyle \theta <1}
{\displaystyle \pi (x+x^{\theta })-\pi (x)\sim {\frac {x^{\theta }}{\ln x}}} при {\displaystyle x\to +\infty }
звідси слідує що
{\displaystyle g_{n}<p_{n}^{\theta },}
для досить великого n.
Звідси випливає, що інтервали між простими стають як завгодно меншими по відношенню до простих: частка {\displaystyle {\frac {g_{n}}{p_{n}}}} прямує до нуля при прямуванні n до нескінченності.
Хохайзель отримав для {\displaystyle \theta } можливе значення 32999/33000. Цю оцінку поліпшив до 249/250 Гайльбронн, і до {\displaystyle \theta ={\frac {3}{4}}+\varepsilon } для будь-якого {\displaystyle \varepsilon >0} Чудаков.
Основне поліпшення отримав Інгем,, який показав, що якщо
{\displaystyle \zeta (1/2+it)=O(t^{c})}
для деякої константи {\displaystyle c>0}, Де O використовується в сенсі нотації O велике, то
{\displaystyle \pi (x+x^{\theta })-\pi (x)\sim {\frac {x^{\theta }}{\ln x}}}
для будь-якого {\displaystyle \theta >{\frac {1+4c}{2+4c}}}. Тут, як завжди, {\displaystyle \zeta } позначає дзета функцію Рімана, а {\displaystyle \pi (x)} — функцію розподілу простих чисел, які не перевищують x. Відомо, що допускається {\displaystyle c>{\frac {1}{6}}}, звідки для {\displaystyle \theta } можна взяти будь-яке число, більше {\displaystyle {\frac {5}{8}}}. З результату Інгема відразу випливає, що завжди існує просте число між числами {\displaystyle n^{3}} і {\displaystyle (n+1)^{3}} для досить великих n. Зауважимо, що ще не доведена гіпотеза Лінделефа, яка стверджує, що для c можна вибрати будь-яке додатне число, але з неї випливає, що завжди існує просте число між {\displaystyle n^{2}} і {\displaystyle (n+1)^{2}} для досить великих n (див. також Гіпотеза Лежандра). Якщо ця гіпотеза правильна, то можливо, що необхідна ще більш строга гіпотеза Крамера. Одним з досягнутих наближень до гіпотези Лежандра є доведений факт про те, що {\displaystyle g(p_{n})=O({p_{n}}^{\frac {21}{40}})}.
Мартін Гакслі показав, що можна вибрати {\displaystyle \theta ={\frac {7}{12}}}.
Останній результат належить Бакеру, Гарману і Пінцу, які показали, що {\displaystyle \theta } можна взяти рівним 0,525.
2005 року Денієл Ґолдстон, Янос Пінц і Джем Їлдирим довели, що
{\displaystyle \liminf _{n\to +\infty }{\frac {g_{n}}{\ln p_{n}}}=0}
і пізніше покращили це до
{\displaystyle \liminf _{n\to +\infty }{\frac {g_{n}}{{\sqrt {\ln p_{n}}}(\ln \ln p_{n})^{2}}}<\infty }
2013 року Чжан Ітан представив статтю, де доводиться, що
{\displaystyle \liminf _{n\to +\infty }g_{n}<70\,000\,000.}
Цей результат багаторазово поліпшувався аж до
{\displaystyle \liminf _{n\to +\infty }g_{n}<247.}
Зокрема, це означає, що множина всіх пар простих чисел, різниця між якими не перевищує 246, нескінченна.

### Нижні оцінки
Роберт Ренкін довів, що існує константа {\displaystyle c>0} така, що нерівність
{\displaystyle g_{n}>{\frac {c\cdot \ln n\cdot \ln \ln n\cdot \ln \ln \ln \ln n}{(\ln \ln \ln n)^{2}}}}
зберігається для нескінченно багатьох значень n. Найкраще відоме значення для c на поточний момент — це {\displaystyle c=2e^{\gamma }}, де {\displaystyle \gamma } — стала Ейлера-Маскероні. Пал Ердеш запропонував приз $5000 за доведення або спростування того, що константа c в наведеній нерівності може бути як завгодно великою.

## Гіпотези про інтервали між простими числами

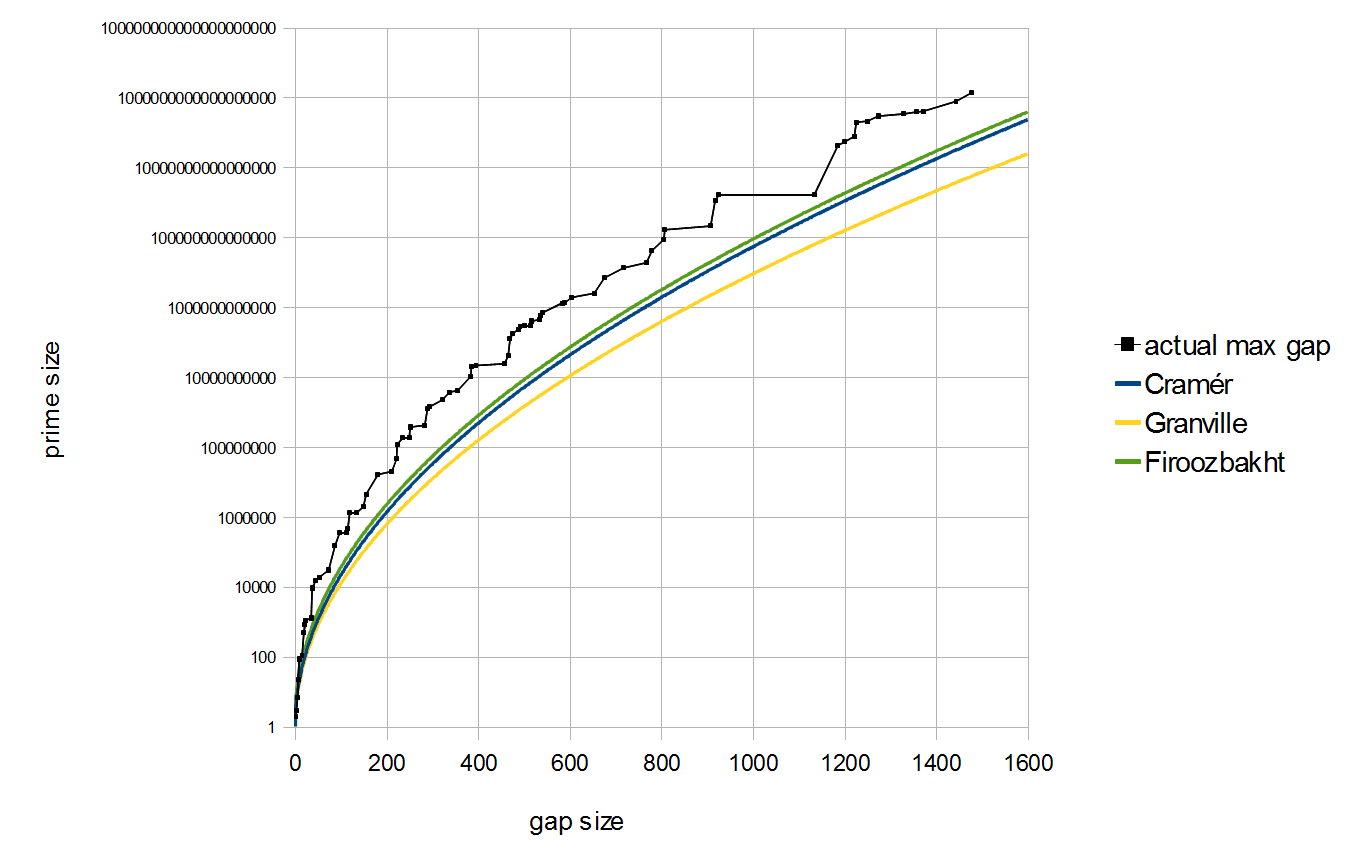
Функція «різниця простих»

Тут можливі ще кращі результати, ніж ті, які можуть бути отримані за припущення істинності гіпотези Рімана. Гаральд Крамер довів, що якщо гіпотеза Рімана істинна, то інтервали {\displaystyle g(p_{n})} задовольняють співвідношенню
{\displaystyle g(p_{n})=O({\sqrt {p_{n}}}\ln p_{n}),}
(тут використовується нотація O велике). Пізніше він припустив, що інтервали зростають значно менше. Грубо кажучи, він припустив, що
{\displaystyle g(p_{n})=O(\ln ^{2}p_{n}).}
В даний момент на це вказують чисельні розрахунки. Для більш детальної інформації див. Гіпотеза Крамера.
Гіпотеза Андріци стверджує, що
{\displaystyle g(p_{n})<2{\sqrt {p_{n}}}+1.}
Це слабке посилення гіпотези Лежандра, яка стверджує, що між будь-якою парою квадратів натуральних чисел існує хоча б одне просте число.

## Інтервали між простими як арифметична функція
інтервал {\displaystyle g_{n}} між n-м і (n+1)-м простими числами є прикладом арифметичної функції. В такому контексті зазвичай її позначають {\displaystyle d_{n}} і називають різницею простих. Різниця простих не є мультиплікативною і не є адитивною.